# Шульгин, Матвей Яковлевич
Матве́й Я́ковлевич Шульги́н (24 декабря 1852 [5 января 1853], Боровичи, Новгородская губерния, Российская империя — 6 февраля 1933, Боровичи, Новгородская область, СССР) — боровичский купец 1-й гильдии, потомственный почетный гражданин, городской голова Боровичей в 1893—1905 годах, член III Государственной думы Российской империи от Новгородской губернии.

## Биография

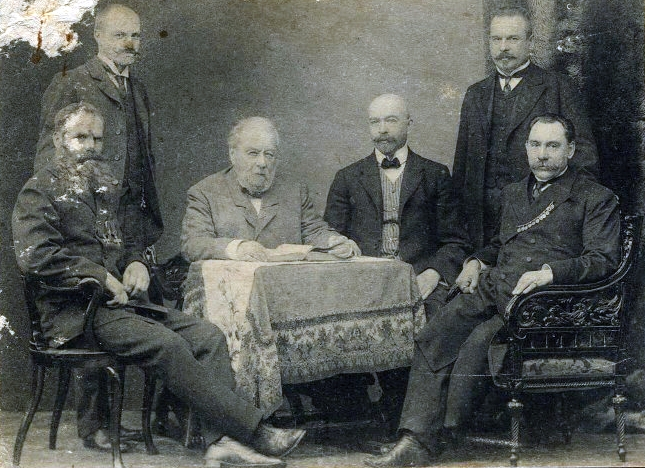
Члены III Государственной думы от Новгородской губернии. М. Я. Шульгин — крайний справа, сидит.

Родился в городе Боровичи Новгородской губернии. Православный. Купец 1-й гильдии, потомственный почетный гражданин. Домовладелец Боровичей, землевладелец Новгородской губернии (4000 десятин). 
Окончив уездное училище, продолжил семейное дело — обширную хлебную, колониальную, льняную и семенную торговлю, которую начал его прапрадед, основавший фирму в 1782 году.
С 1879 года избирался гласным Боровичской городской думы, а с 1893 года — городским головой, в каковой должности пробыл три четырёхлетия. В бытность городским головой исходатайствовал Высочайшее разрешение на сбор с ввозимых и вывозимых из Боровичей грузов, средства от которого пошли на сооружение железного моста через реку Мсту по проекту профессора Н. А. Белелюбского — первого в России арочного железного моста. Также в городе были выстроены: здание для женской прогимназии, барак для остро-заразных больных, два рынка и городская скотобойня, расширено здание городской управы.
В 1894 году стал устроителем областной сельскохозяйственной выставки в Боровичах. Учредил и возглавил первое в городе Вольное пожарное общество с усовершенствованной сигнализацией и телефонами. Был избран почетным гражданином Боровичей.

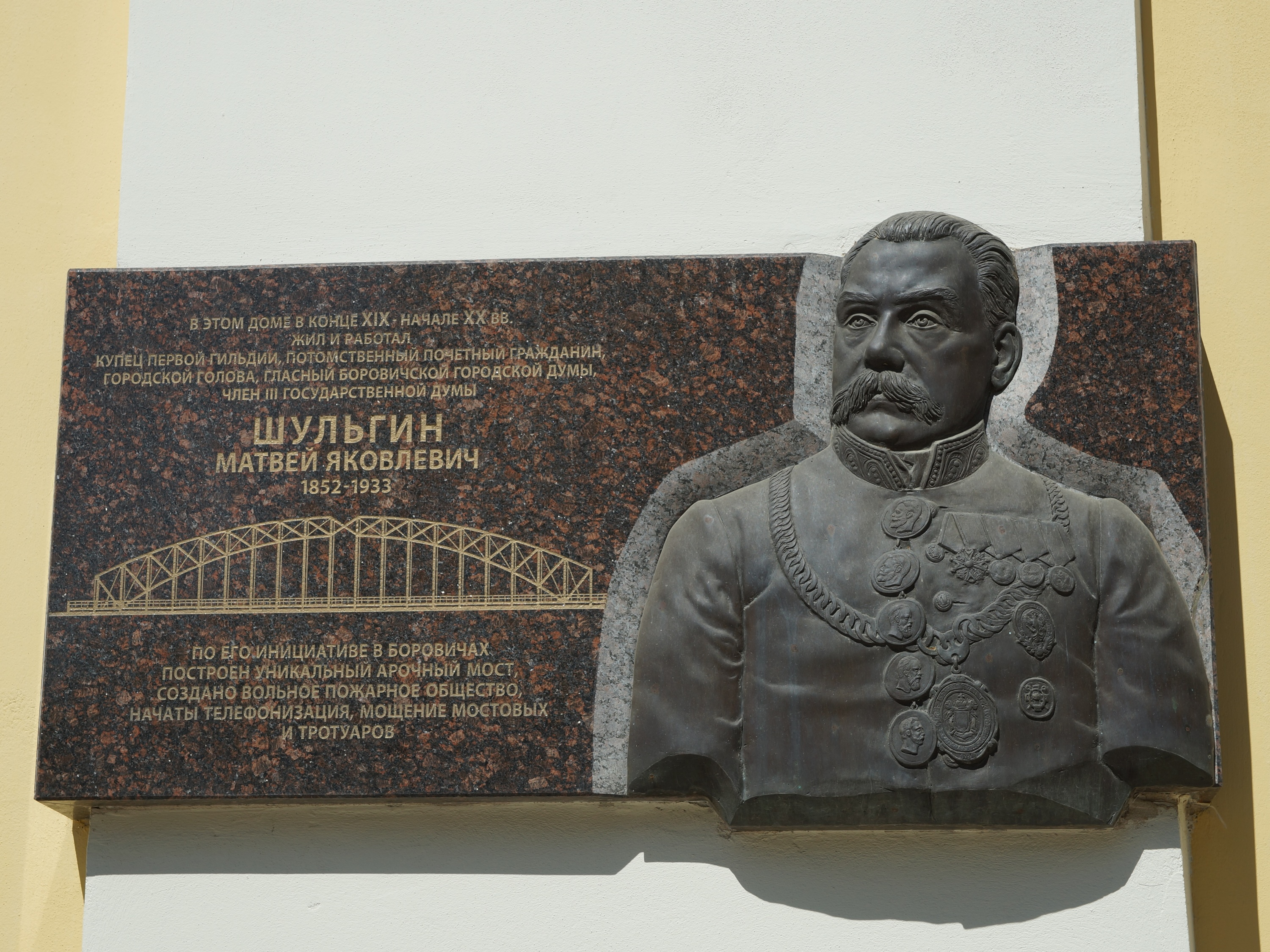
Мемориальная доска на Доме М. Я. Шульгина в Боровичах.

Кроме того, в разные годы состоял: директором и казначеем тюремного отделения, членом податного присутствия, членом Боровичского сельскохозяйственного общества, гласным уездного земского собрания, председателем попечительного совета местной женской прогимназии, почетным блюстителем приходских училищ, почетным смотрителем духовного училища, а также членом и председателем многих благотворительных и просветительных обществ. Был членом Союза 17 октября.
В 1907 году был избран в члены III Государственной думы от 1-го и 2-го съездов городских избирателей Новгородской губернии. Входил во фракцию октябристов. Состоял членом комиссий: по Наказу, финансовой, по местному самоуправлению, по городским делам, о торговли и промышленности, о мерах борьбы с пьянством и о мерах по борьбе с пожарами.
После революции 1917 года имущество М. Я. Шульгина было национализировано, в том числе и дом на Никитской улице в Боровичах, в котором впоследствии был организован городской музей.
Умер в 1933 году в Боровичах. Похоронен на кладбище Успенской церкви. Был дважды женат.

## Память
- 20 сентября 2013 года в Боровичах на Доме № 7-7А по улице Дзержинского (дом купца М. Я. Шульгина) была торжественно открыта мемориальная доска с текстом: «В этом доме в конце XIX - начале XX вв. жил и работал купец первой гильдии, потомственный почётный гражданин, городской голова, гласный Боровичской городской думы, член III Гоcударственной думы Шульгин Матвей Яковлевич (1852—1933). По его инициативе в Боровичах построен уникальный арочный мост, создано Вольное пожарное общество, начаты телефонизация, мощение мостовых и тротуаров»[1]. Доска изготовлена по инициативе и на средства боровичского предпринимателя Евгения Антонова по проекту новгородского скульптора Николая Ивановича Коробейникова.